# Synapsis dickinsoni
Synapsis dickinsoni là một loài bọ cánh cứng trong họ Bọ hung (Scarabaeidae).